# Mário Chamie
Mário Chamie (Cajobi, 1 de abril de 1933 - São Paulo, 3 de julho de 2011) foi um poeta e crítico brasileiro. Também foi Secretário Municipal da Cultura de São Paulo entre 1979 e 1983.

## Biografia
Descendente de árabes, aos 15 anos transferiu-se do interior para a capital de São Paulo, a fim de estudar e trabalhar. Formou-se em Direito pela Universidade de São Paulo em 1956.
Chamie é uma figura importante na história das vanguardas surgidas no final da década de 1950 no Brasil. Publicou o seu primeiro livro de poemas Espaço Inaugural em 1955 e uniu-se ao movimento  vanguardista  da  poesia concreta. Posteriormente, publicou O Lugar (1957) e Os Rodízios (1958).
Em 1961, abandonou o  concretismo e fundou o movimento da poesia-práxis. O movimento mantinha também  a revista Praxis, que contou com a colaboração de Cassiano Ricardo, José Guilherme Merquior, Cacá Diegues, Jean-Claude Bernardet  e Maurice Capovilla, entre outros. Com seu livro Lavra Lavra, de 1962, instaurou o poema-práxis. O livro recebeu o Prêmio Jabuti de 1963.
A partir de 1963, Chamie iniciou uma série de conferências sobre a nova literatura brasileira, na Itália, Alemanha, Suíça, Líbano, Egito e Síria. Em 1964, ministrou palestras sobre problemas da vanguarda artística em várias universidades dos Estados Unidos - Nova York, Columbia, Harvard, Princeton, Wisconsin e Califórnia. Em Harvard, o poeta deu aulas para o astro da música Jim Morrison, vocalista da banda The Doors, de quem guardava uma coleção de cartas que este lhe enviara.
Em 1967, foi colaborador da revista Mirante das Artes, dirigida por Pietro Maria Bardi, diretor do MASP.
Entre 1979 e 1983, foi secretário municipal de Cultura de São Paulo, responsabilizando-se pela inauguração do Centro Cultural São Paulo e pela reorganização da Pinacoteca Municipal de São Paulo.
Em 1994, concluiu o doutorado em  literatura na Universidade Federal do Rio de Janeiro.
Participou do projeto da Academia Paulista de Letras (da qual foi membro) "Escritor na Escola", ministrando duas palestras sobre o ritmo da fala na poesia escrita, nos colégios EE. Prof. Narbal Fontes e EE. Dr. Octávio Mendes.
Desde 1997, era professor titular de Comunicação Comparada da Escola Superior de Propaganda e Marketing (ESPM), em São Paulo. Foi também locutor do programa 50 por 1, exibido pela Rede Record e apresentado por Álvaro Garnero.
Tem mais de 140 trabalhos publicados, incluindo versões em  francês, inglês, italiano, espanhol, alemão, holandês, árabe, tcheco e outros 50 idiomas. Gilberto Freyre escreveu sobre Chamie: "A criatividade se apresenta tão dele e tão não somente dele que é como se palavras, ou relações entre palavras, nascessem com ele, como se fossem de todo inventadas".
O poeta morreu aos 78 anos, no Hospital Alemão Oswaldo Cruz, em São Paulo.
Era viúvo da artista gráfica Emilie Chamie,  sua companheira de muitos anos, falecida em 2000. Era também  pai da musicista e cineasta Lina Chamie.

## Premiações
- 1958 - Porto Alegre RS - Prêmio Nacional de Poesia, pelo livro Os Rodízios
- 1962 - São Paulo SP - Prêmio Jabuti, pelo livro Lavra Lavra, concedido pela Câmara Brasileira do Livro
- 1974 - São Paulo SP - Prêmio de Televisão, pelo programa Dimensão 2 (TV Cultura), concedido pela Associação Paulista de Críticos de Arte
- 1974 - São Paulo SP - Prêmio Governador do Estado de São Paulo, pelos originais do livro Linguagem Virtual
- 1976 - São Paulo SP - Prêmio de Ensaio, pelo livro Linguagem Virtual, concedido pela Associação Paulista de Críticos de Arte
- 1977 - São Paulo SP - Prêmio de Poesia, pelo livro Objeto Selvagem, concedido pela Associação Paulista de Críticos de Arte
- 2003 - Prêmio Portugal Telecom - (3° lugar), pelo livro Horizonte de Esgrimas.

## Livros publicados

### Poesia
- 1955 - Espaço Inaugural
- 1957 - O Lugar
- 1958 - Os Rodízios
- 1962 - Lavra Lavra
- 1963 - Now Tomorrow Mau
- 1967 - Indústria
- 1974 - Planoplenário
- 1977 - Objeto Selvagem
- 1977 - Configurações
- 1977 - Conquista de Terreno
- 1979 - Sábado na Hora da Escuta
- 1986 - A Quinta Parede
- 1993 - Natureza da Coisa
- 1998 - Caravana Contrária
- 2002 - Horizonte de Esgrimas

### Ensaios
- 1963 - Palavra-Levantamento
- 1968 - Alguns Problemas e Argumentos
- 1970 - Intertexto,
- 1972 - A Transgressão do Texto
- 1974 - Instauração Praxis 1
- 1974 - Instauração Praxis 2
- 1976 - A Linguagem Virtual
- 1979 - A Linguagem da Época
- 1979 - Mário de Andrade - Discurso Carnavalesco
- 1991 - A Falação Possessória
- 2002 - Caminhos da Carta
- 2004 - A palavra inscrita